# Lamourouxia zimapana
Lamourouxia zimapana är en snyltrotsväxtart som beskrevs av Billie Lee Turner. Lamourouxia zimapana ingår i släktet Lamourouxia och familjen snyltrotsväxter. Inga underarter finns listade i Catalogue of Life.